# William O’Dwyer

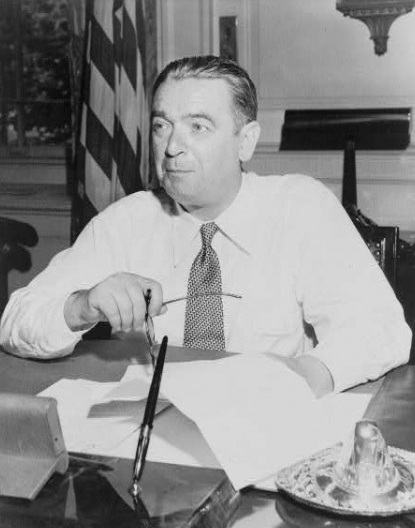
William O’Dwyer 1943

William O’Dwyer (* 11. Juli 1890 in Bohola, County Mayo, Irland; † 24. November 1964 in New York City) war ein US-amerikanischer Politiker, Jurist und Diplomat. Von 1946 bis 1950 war er Bürgermeister von New York City.

## Herkunft und Ausbildung
William O’Dwyer wurde im irischen Bohola geboren. Nach dem Abbruch seiner Ausbildung zum Priester wanderte er 1910 in die Vereinigten Staaten aus, wo er zunächst als Arbeiter und später als Polizist in New York City arbeitete. 1923 machte er einen Jura-Abschluss an der Fordham University. Anschließend arbeitete O’Dwyer als Rechtsanwalt in einer privaten Kanzlei und später als Richter in Brooklyn. 1939 wurde er zum Bezirksstaatsanwalt (District Attorney) für Kings County (Brooklyn) gewählt. Als District Attorney erlangte er nationale Bekanntheit durch die Zerschlagung des Gangstersyndikats Murder, Inc., das für hunderte Morde verantwortlich war. Nachdem O’Dwyer als demokratischer Herausforderer in der New Yorker Bürgermeisterwahl von 1941 gegen Amtsinhaber Fiorello LaGuardia gescheitert war, meldete er sich zur Armee und stieg dort bis zum Brigadegeneral auf.

## Politische Karriere
Von Januar 1945 bis zur Auflösung im September 1945 war er Direktor des War Refugee Board zur Rettung von NS-Verfolgten.
1945 trat O’Dwyer erneut zur Wahl zum Bürgermeister an und wurde, mit tatkräftiger Unterstützung der demokratischen Parteibosse von Tammany Hall, zum Nachfolger LaGuardias gewählt, der nicht wieder kandidiert hatte.
Als Bürgermeister war O’Dwyer verantwortlich für den Bau von Schulen und Sozialwohnungen und erreichte, dass die Vereinten Nationen ihren ständigen Sitz in New York errichteten. Er setzte außerdem die erste Fahrpreiserhöhung für die New Yorker U-Bahn von 5 auf 10 Cents durch.
Die Amtszeit O’Dwyers war überschattet von zahlreichen Korruptionsskandalen besonders bei der Polizei, dem NYPD. Als kurz nach seiner Wiederwahl 1949 ein neuerlicher Polizeiskandal seine Regierung zu erschüttern drohte, trat er am 1. September 1950 zurück und wurde von Präsident Harry S. Truman zum Botschafter in Mexiko ernannt. 1951 kehrte er kurzzeitig nach New York zurück, um über seine Verbindungen zum Organisierten Verbrechen auszusagen. Obwohl O’Dwyer bereits am 6. Dezember 1952, nach der Wahl Eisenhowers, sein Amt als Botschafter niederlegte, blieb er weiterhin in Mexiko. 1960 kehrte er nach New York City zurück, wo er am 24. November 1964 starb. Er wurde auf dem Nationalfriedhof Arlington beigesetzt.